# 内田美術書肆
内田美術書肆(うちだびじゅつしょし)とは、大正時代から昭和時代の戦前に京都市で営業していた出版社、新版画の版元である。

## 概要
創業者は内田基一といい、大正8年(1919年)に京都市上京区竹屋町間之町東入ルに「内田美術書肆」という美術専門店を開店したのが始まりで、創業当初は主に他社の美術図書を販売していた。その後、徐々に自社による出版に着手していったようである。大正12年(1923年)頃から、最初に志していた美術書出版にいよいよ進出、その世界において独自の境地を開拓した。大正13年(1924年)、書籍雑誌商組合の定期総会にて常設調査委員(書籍雑誌商組合規約実行有無)に就任した。そして、昭和2年(1927年)から昭和3年(1928年)には短期間ではあったが、幹事(理事)に就任、書籍雑誌商組合行政に関与した。昭和2年(1927年)11月には牧寿雄の木版画による冊子『新希臘派模様』(町田市立国際版画美術館所蔵)を出版する。また、長らく古書組合の幹事も兼ねていた。昭和6年(1931年)に徳力富吉郎、亀井藤兵衛、浅野竹二、麻田弁自による木版画集『創作版画花尽』を出版する。昭和8年(1933年)頃、竹屋町高倉東へ移転する。しかし、次第に緊迫していく戦時下では、「美術書」の出版販売は不可能であることを知り、昭和19年(1944年)3月、折からの企業整備を契機に廃業脱退している。
戦後直ちに丸太町通河原町西入ルにおいて「内田アート(株)」と社名を改めて事業を再開した。

## 出版物
- 『きじゃく』 松村翠鳳
- 『連続模様千種』 内田基一
- 『模様雛形都の春 乾、坤』 モトカヅ文様研究部編 1925年
- 『草華図案 完』 モトカヅ文様研究部編 1926年 ※彩色木版全30図
- 『割附ト更紗 上』 モトカヅ文様研究部編 1926年 国立国会図書館所蔵
- 『かつとト輪廓』 モトカヅ文様研究部編 1926年 国立国会図書館所蔵
- 『紫葉第1』 紫葉会編
- 『試作図案第1』 大原松雲編